# Laura Tiefenthaler
Laura Tiefenthaler (* 14. Juli 1996 in Innsbruck) ist eine österreichische Kletterin, Höhenbergsteigerin, Bergführerin und Ärztin.

## Herkunft und Ausbildung
Tiefenthaler wuchs in Innsbruck auf. Bereits in Jugendtagen war sie viel in Bergen unterwegs, sie wanderte mit ihrer Familie viel und ging häufig auf Skitouren. Im Alter von 17 Jahren fing sie gemeinsam mit ihrem Bruder an zu klettern. Eine ihrer ersten Eistouren war die Mayerlrampe in der Großglockner-Nordwand, die bis 70° steiles Blankeis aufweist. Diese Erfahrung hat sie in ihren Wunsch zu klettern bestärkt, ihr aber auch aufgezeigt, dass sie sich noch viel Wissen und Können aneignen muss. Daher ist sie in die Jungmannschaft der Sektion Innsbruck des Österreichischen Alpenvereins eingetreten. Später wurde sie für den DAV-Frauenkader ausgewählt, in dem sie ihre Fähigkeiten und ihr Können stark ausbauen konnte.
2022 schloss Tiefenthaler ihr Medizinstudium ab und fing die Basisausbildung im Krankenhaus an, 2023 absolvierte sie ihre Zusatzausbildung zur Allgemeinärztin. Im gleichen Jahr schloss sie auch ihre Ausbildung zur staatlich geprüften Bergführerin ab.

## Alpinistische Karriere
Tiefenthaler entdeckte früh ihre Freude an den Bergen und am Bergsteigen. Wesentlich baute sie ihr Können aber im DAV-Frauenkader im Förderbereich Leistungsbergsteigen und Expeditionen aus, dem sie drei Jahre lang von 2017 bis 2019 angehörte.
Sie hatte zu diesem Zeitpunkt bereits eine große Anzahl anspruchsvoller Alpintouren bewältigt, darunter Klettertouren wie die Comici an der Großen Zinne (VII/VI obl., 500 m), die Cassin an der Westlichen Zinne (VIII/VI+ obl., 650 m), den Bachmannpfeiler (VI+, 330 m) an der Hechenbergwand, O sole mio (VII+/VII- obl., 300 m) und Direkte (VIII/VII- obl., 400 m) am Grand Capucin sowie den Salbitschijen-Westgrat (VII-/VI obl., 1600 m/36 Seillängen). Mit Raphaela Haug bestieg sie den Montblanc über den Freney-Pfeiler.
In Patagonien bestieg Tiefenthaler 2020 zusammen mit ihrer Seilpartnerin Raphaela Haug den Cerro Torre (Ragni Route) und den Fitz Roy. Im Januar 2022 war sie im Helferteam, als Korra Pesce und Tomy Aguilo am Cerro Torre von einer Lawine verschüttet wurden. Daher verzichtete sie auf eine eigene Begehung. 2023 war sie wieder in Patagonien und kletterte zusammen mit Haug und Babsi Vigl eine Route an der Westseite der Aguja de l’S und der Saint-Exupery.
2020 war Tiefenthaler mit ihren Seilpartnerinnen Veronika Hofmann, Jana Möhrer und Raphaela Haug im südlichen Teil des Himalaya, dem Himachal Pradesh südlich von Ladakh, unterwegs. Das Team bestieg mehrere Fünftausender, darunter den 5490 m hohen Ali Ratmi Tibmeba; es gelangen drei Erstbegehungen (von Touren bis zu einer Schwierigkeit von 6b+) und eine Erstbesteigung.
Im August 2022 gelang Tiefenthaler gemeinsam mit ihrer Seilpartnerin Babsi Vigl die Integraltraverse der Drei Zinnen an einem Tag. Die Integraltraverse ist die gesamte Überschreitung aller fünf Gipfel auf schwierigen Routen, wobei sie von West nach Ost kletterten. Sie begannen mit der Scoiattolikante auf die westliche Zinne, von dieser stiegen sie über den Normalweg ab und über die Dülfer auf die Große Zinne. Von dieser stiegen sie über den Normalweg ab und über die Innerkofler auf die Kleine Zinne. Über die Westkante kletterten sie schließlich auf die Punta di Frida. Durch deren Ostwand querten sie zur letzten Scharte und bestiegen dann den Preussturm über dessen Westwand.

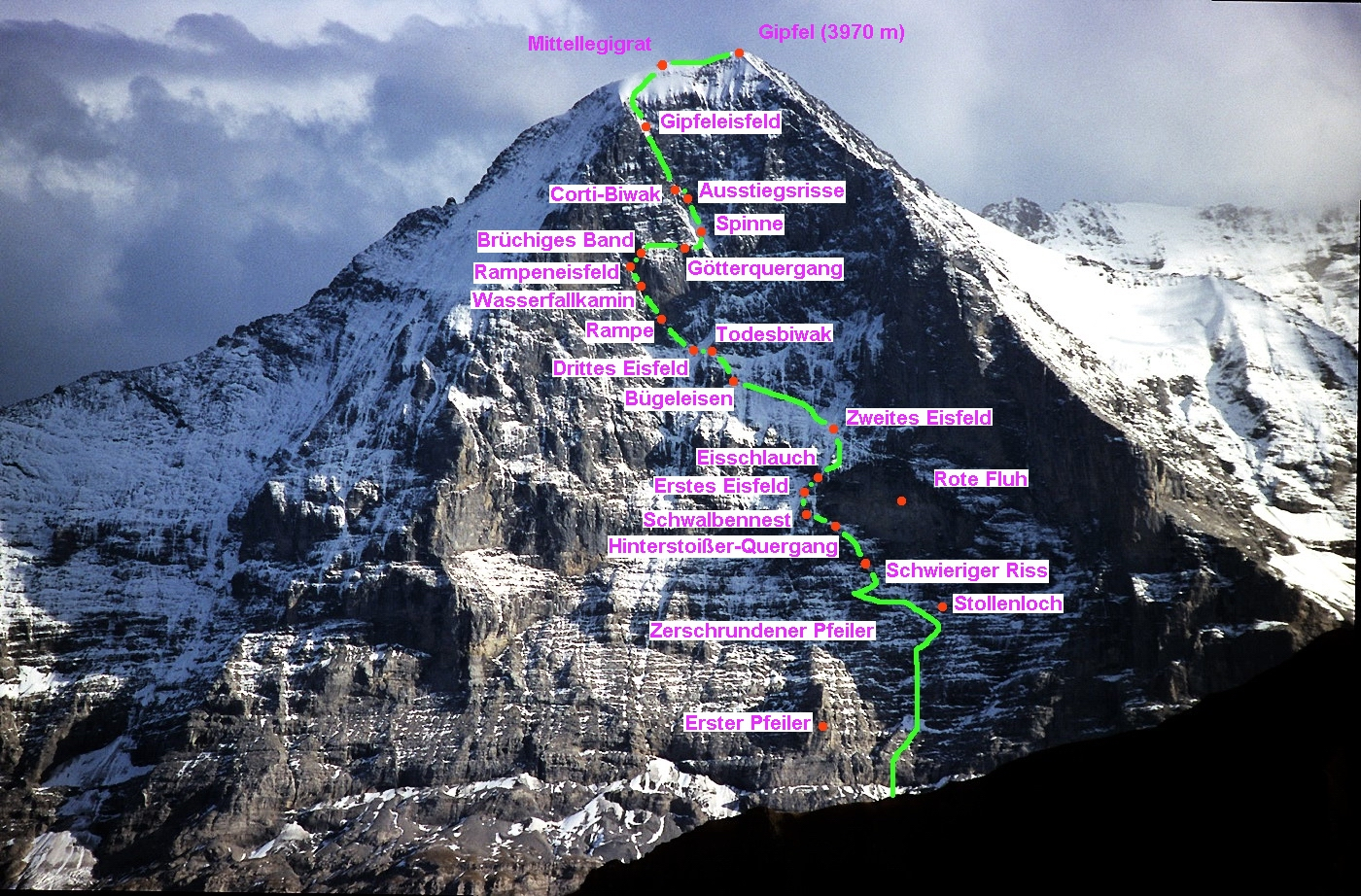
Die Heckmair-Route durch die Eiger-Nordwand

Am 25. März 2022 kletterte Tiefenthaler die berühmte Heckmair-Route an der Eiger-Nordwand im Alleingang in nur 15 Stunden. Als Vorbereitung hatte sie die Route mit ihrer Seilpartnerin Jana Möhrer bereits am 8. März durchstiegen. Am 24. März war sie bereits einmal free solo eingestiegen, hatte aber die falsche Route genommen und daher entschieden, abzubrechen und es erst am nächsten Tag wieder zu probieren. Seit der legendären Begehung von Catherine Destivelle im Jahre 1992 ist eine Free-Solo-Begehung nur wenigen gelungen. Tiefenthaler ist die zweite Frau, der dies gelang.
Vom 11. Juli bis zum 9. August 2023 nahm Tiefenthaler an der Abschlussexpedition des Frauenkaders nach Tasiilaq in Grönland teil, wo entlegene Lager von der Küste zu Fuß erreicht und eingerichtet werden mussten, dabei marschierten die acht Frauen insgesamt 800 km über Trampelpfade mit insgesamt 800 kg Trage-Arbeit. Dem Team gelangen Begehungen mehrerer schwerer und langer Klettertouren und die Erstbegehung der Klettertour Disco Fox (7b, 10 Seillängen) beim Tasiilaq-Fjord nordöstlich von Tasiilaq.
Im September 2023 durchstieg Tiefenthaler zusammen mit Thomas Bukowski die drei Nordwände der Drei Zinnen an einem Tag, nämlich die Cassin an der Westlichen, die Comici an der Großen und die Innerkofler an der Kleinen Zinne. Im Januar 2024 war sie wieder mit Thomas Bukowski unterwegs, diesmal in Patagonien. Sie durchkletterten die Route „El Corazón“ in der Ostwand des Fitz Roy. Sie mussten sich aber verschiedenen Schwierigkeiten stellen (schlechtes Wetter, Nässe, Vereisung, Probleme beim Abseilen, weggeflogenes Zelt), was dazu führte, dass sie 72 Stunden am Stück unterwegs waren. Mitte Januar erstieg Tiefenthaler zusammen mit Tad McCrea die „Davis-Potter“ Route in der Nordwand der Aguja Poincenot.

## Auszeichnungen
- Paul-Preuß-Preis: 2023 wurde ihr der Paul-Preuß-Preis als Förderpreis als besonderes Nachwuchstalent verliehen.[16][17]